# Zimri (filho de Salu)

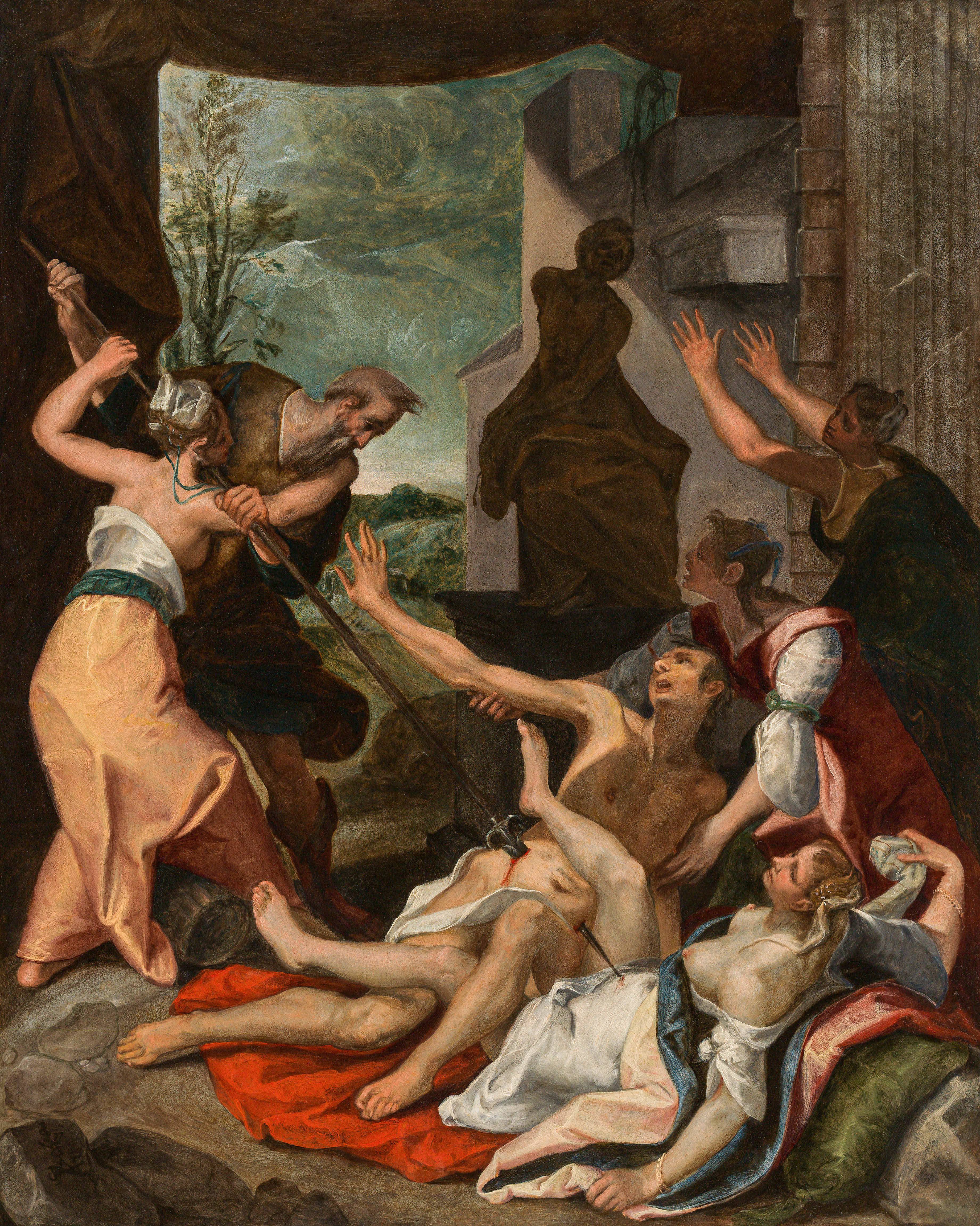
Fineias matando Zimri e Cosbi, Por Jeremias Van Winghe

Zimri (em hebraico: זִמְרִי; romaniz.: Zīmrī; lit. 'louvável') era o maioral da tribo de Simeão durante o tempo dos israelitas no deserto. Em Sitim, ele participou da heresia de Peor, tomando por concubina uma midianita, Cosbi. Zimri abertamente desafiou Moisés diante das pessoas que estavam na entrada do tabernáculo trazendo uma midianita, mas o sacerdote Fineias, neto de Arão, matou-os com uma lança.
Zimri era também conhecido por Selumiel, filho de Zurisadai (Números 1:6).